# Emanuele Manzi
Pour les articles homonymes, voir Manzi.
Emanuele Manzi, né le 25 octobre 1977 à Gravedona, est un coureur de fond italien. Il est champion du monde de raquette à neige 2006 et vice-champion du monde de course en montagne 2001.

## Biographie
Emanuele fait ses débuts en athlétisme à l'âge de 13 ans. Grâce au soutien de son coach Adriano Santi, il se passionne pour ce sport qu'il prend d'abord comme un jeu. Il se spécialise en cross-country et en course en montagne. En 1992, Il devient champion cadet d'Italie de course en montagne, puis décroche une quatrième place en junior lors du Trophée mondial de course en montagne 1995 à Édimbourg. Cette année, il prend également part aux championnats du monde de cross-country à Durham où il se classe 110e.
Il rejoint la section d'athlétisme du Gruppo Sportivo Forestale en 2000 et connaît rapidement son premier succès en remportant la Drei Zinnen Alpine Run. L'année suivante, il effectue une excellente course lors du Trophée mondial de course en montagne à Arta Terme et au terme d'un duel avec son compatriote et ami Marco De Gasperi, il termine sur la deuxième marche du podium. Avec Lucio Fregona cinquième et Alessio Rinaldi onzième, il remporte également la médaille d'or par équipes. Il se classe troisième du Grand Prix WMRA 2001 grâce à trois podiums sur autant de participation, dont une victoire à la course de Šmarna Gora où il bat le record du parcours en 39 min 29 s.
En 2004, il termine à nouveau troisième du Grand Prix WMRA en remportant à nouveau la victoire à Šmarna Gora.
En parallèle de la course en montagne, il prend part à des compétitions de raquette à neige en hiver. Le 19 mars 2006, il prend le départ de la première édition des championnats du monde de raquette à neige à Dachstein. D'abord mené par son compatriote Claudio Cassi, Emanuele s'empare de la tête et remporte le titre.
Il est victime de fractures de fatigue à plusieurs reprises et doit prendre des périodes de repos pour se rétablir.
En 2012, il épouse Valentina Belotti, également coureuse en montagne.
Il se met également à la course d'escaliers. Il se classe troisième du Vertical World Ciruit en 2015 avec deux podiums à la tour Taipei 101 et au Shanghai IFC. Il se classe à nouveau troisième l'année suivante, en remportant la VertiGo de la tour First.

## Palmarès

### Course en montagne
| no  | masculin           | Course                                                  | Longueur | Départ            | Temps           |
| --- | ------------------ | ------------------------------------------------------- | -------- | ----------------- | --------------- |
| 1re | Médaille d'or      | Drei Zinnen Alpine Run                                  | 14,3 km  | 10 septembre 2000 | 1 h 23 min 22 s |
| 2e  | Médaille d'argent  | Course de Šmarna Gora                                   | 9,2 km   | 30 septembre 2000 | 41 min 7 s      |
| 9e  | 9e                 | Trophée européen de course en montagne                  | 9 km     | 1er juillet 2001  | 51 min 30 s     |
| 2e  | Médaille d'argent  | Course du Snowdon                                       | 15,35 km | 21 juillet 2001   |                 |
| 2e  | Médaille d'argent  | Trophée mondial de course en montagne                   | 12,96 km | 16 septembre 2001 | 1 h 1 min 8 s   |
| 1re | Médaille d'or      | Course de Šmarna Gora                                   | 9,2 km   | 6 octobre 2001    | 39 min 29 s     |
| 4e  | 4e                 | Championnats d'Europe de course en montagne             | 13,2 km  | 7 juillet 2002    | 58 min 0 s      |
| 2e  | Médaille d'argent  | Course de montagne du Danis                             | 10,4 km  | 14 juillet 2002   | 41 min 29 s     |
| 2e  | Médaille d'argent  | Trofeo Montagne Olimpiche                               | 12,6 km  | 21 juillet 2002   |                 |
| 3e  | Médaille de bronze | Course de Šmarna Gora                                   | 9,2 km   | 5 octobre 2002    | 39 min 36 s     |
| 1re | Médaille d'or      | Course de Šmarna Gora                                   | 9,2 km   | 24 mai 2003       | 39 min 51 s     |
| 3e  | Médaille de bronze | Borno-Monte Altissimo                                   | 11 km    | 22 juin 2003      | 54 min 24 s     |
| 7e  | 7e                 | Trophée mondial de course en montagne                   | 11,48 km | 21 septembre 2003 | 53 min 5 s      |
| 1re | Médaille d'or      | Course de Šmarna Gora                                   | 9,2 km   | 9 octobre 2004    | 41 min 18 s     |
| 3e  | Médaille de bronze | Course de montagne Terlan-Mölten                        | 9,2 km   | 8 mai 2005        | 44 min 53 s     |
| 1re | Médaille d'or      | Scalata dello Zucco                                     | 11 km    | 10 juillet 2005   | 51 min 55 s     |
| 8e  | 8e                 | Trophée mondial de course en montagne                   | 13,5 km  | 25 septembre 2005 | 56 min 47 s     |
| 1re | Médaille d'or      | Half SkyMarathon Sentiero 4 Luglio                      | 21 km    | 6 juillet 2008    | 2 h 0 min 5 s   |
| 2e  | Médaille d'argent  | Kilomètre vertical Chiavenna-Lagùnc                     | 3,3 km   | 20 juillet 2008   | 33 min 56 s     |
| 1re | Médaille d'or      | Half SkyMarathon Sentiero 4 Luglio                      | 21 km    | 5 juillet 2009    | 2 h 5 min 34 s  |
| 3e  | Médaille de bronze | Vertical Grèste de la Mughéra                           | 3,08 km  | 19 octobre 2012   | 43 min 18 s     |
| 4e  | 4e                 | Challenge mondial de course en montagne longue distance | 41 km    | 3 août 2013       | 3 h 16 min 1 s  |
| 2e  | Médaille d'argent  | Mémorial Partigiani Stellina                            | 11 km    | 25 août 2013      | 1 h 7 min 54 s  |
| 3e  | Médaille de bronze | Trentapassi SkyRace                                     | 17,6 km  | 24 mai 2015       | 1 h 42 min 13 s |
| 1re | Médaille d'or      | Course du Snowdon                                       | 15,35 km | 18 juillet 2015   | 1 h 10 min 18 s |
| 3e  | Médaille de bronze | MSIG Lantau Vertical Kilometer                          | 5 km     | 2 décembre 2016   | 39 min 56 s     |

## Raquette à neige
| no  | masculin          | Course                                    | Longueur | Départ         | Temps       |
| --- | ----------------- | ----------------------------------------- | -------- | -------------- | ----------- |
| 2e  | Médaille d'argent | La Ciaspolada                             | 5,6 km   | 6 janvier 2002 | 16 min 16 s |
| 1re | Médaille d'or     | Championnats du monde de raquette à neige | 7,5 km   | 19 mars 2006   | 26 min 41 s |